# Знаменитые братья Бейкеры
«Знаменитые братья Бейкеры» — кинофильм режиссёра Стива Кловиса.

## Сюжет
Братья Фрэнк и Джек Бейкеры уже пятнадцать лет работают пианистами в гостиничных фойе и барах Сиэтла. От когда-то успешного дуэта осталась жалкая тень: каждый вечер одни и те же шлягеры, одни и те же гостиницы, одни и те же шутки. Для талантливого джазового музыканта Джека такое вынужденное прозябание рядом с менее одарённым братом стало невыносимым. Однако решиться на крупные изменения в жизни он не готов и глушит своё недовольство в виски и в романтических приключениях на одну ночь.
Когда в один прекрасный вечер владелец бара Чарли отменяет их выступление, Фрэнк решает нанять певицу. Её находят после мучительного кастинга в лице безработной девушки по вызову Сьюзи «Брильянт». Сьюзи не только необычайно привлекательна, но и обладает бархатным соблазнительным голосом, что возвращает дуэту былую славу и даёт увеличение прибыли.
Однако появление Сьюзи быстро приводит к кризису отношений между братьями. Её необычное поведение и новые идеи наталкиваются на неприятие консервативно настроенного Фрэнка, и становится очевидным, что между Сьюзи и Джеком пробегают искры назревающего романа.

## Интересные факты
- Роли главных героев, братьев-пианистов, сыграли настоящие братья, актеры Джефф и Бо Бриджесы. Эта лента стала для них второй совместной работой. Первая же съёмка была в 1951 году, когда Бо Бриджесу было 10 лет, а Джеффу — всего 2.
- Для съёмок в этой картине братья специально разучили все исполняемые в фильме песни — чтобы играть в кадре самостоятельно. Бо и Джефф часами смотрели записи игры композитора ленты Дэйва Грузина и пытались копировать его движения.
- Играть главную женскую роль в этом фильме отказались Мадонна и Дебра Уингер. Роль досталась Мишель Пфайффер. И мало того, что Мишель блестяще её исполнила — она ещё и спела все песни в картине, не прибегая к услугам певицы-дублёрши.

## В ролях
- Джефф Бриджес — Джек Бейкер
- Бо Бриджес — Фрэнк Бейкер
- Мишель Пфайффер — Сьюзи «Брильянт»
- Дженнифер Тилли — Бланш Моника Моран
- Терри Трис — утренняя девушка

## Награды и номинации
| Премия                              | Категория                    | Номинант                                                                       | Результат |
| ----------------------------------- | ---------------------------- | ------------------------------------------------------------------------------ | --------- |
| «Оскар»                             | Лучшая женская роль          | Мишель Пфайффер                                                                | Номинация |
| «Оскар»                             | Лучшая музыка к фильму       | Дейв Грусин                                                                    | Номинация |
| «Оскар»                             | Лучшая операторская работа   | Михаэль Балльхаус                                                              | Номинация |
| «Оскар»                             | Лучший монтаж                | Уильям Стайнкамп                                                               | Номинация |
| «Золотой глобус»                    | Лучшая женская роль — драма  | Мишель Пфайффер                                                                | Победа    |
| «Золотой глобус»                    | Лучшая музыка к фильму       | Дейв Грусин                                                                    | Номинация |
| BAFTA                               | Лучшая женская роль          | Мишель Пфайффер                                                                | Номинация |
| BAFTA                               | Лучшая музыка к фильму       | Дейв Грусин                                                                    | Номинация |
| BAFTA                               | Лучший звук                  | Крис Дженкинс, Гэри Александер, Дж. Пол Хантсмен, Стефан фон Хейз, Даг Хемфилл | Победа    |
| Национальный совет кинокритиков США | Лучшая женская роль          | Мишель Пфайффер                                                                | Победа    |
| Национальный совет кинокритиков США | Топ 10 лучших фильмов года   |                                                                                | Победа    |
| Премия Гильдии сценаристов США      | Лучший оригинальный сценарий | Стив Кловис                                                                    | Номинация |